# Matura

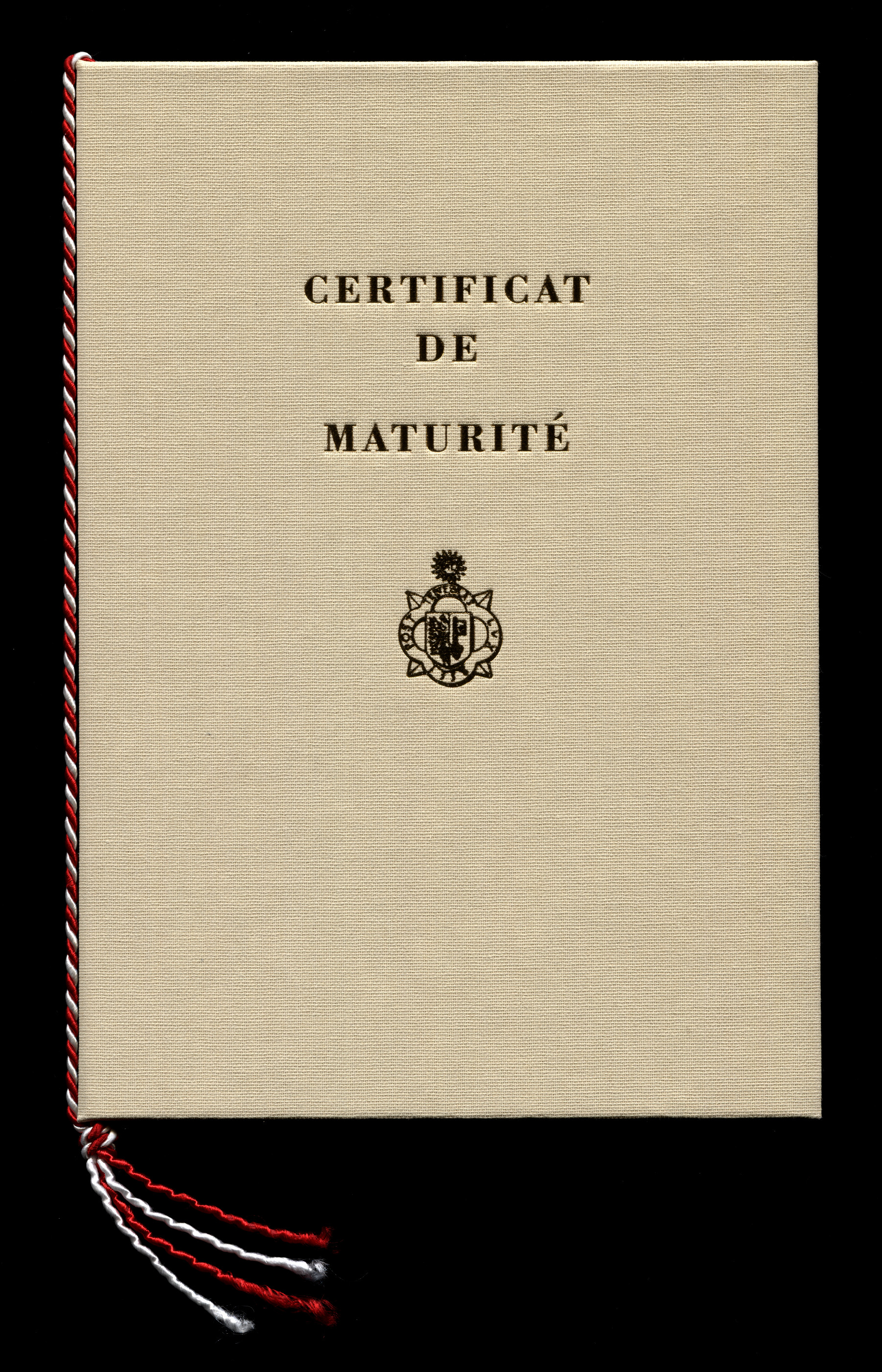
Maturitätszeugnis («Certificat de Maturité») im Kanton Genf

Die Matura oder Maturität (lateinisch maturitas ‚die Reife‘) ist die Reifeprüfung nach einer höheren Schulausbildung oder einer externistisch abgelegten Reifeprüfung. Zugleich bezeichnet sie den damit erworbenen Schulabschluss.
Verwendet wird die Bezeichnung Matura in Österreich, Matura bzw. Maturität in Liechtenstein, in der Schweiz (dort offiziell und im Schriftverkehr in der Regel Maturität bzw. Maturitätsprüfung, umgangssprachlich meist Matur oder auch Matura; in den anderen Sprachen mit demselben Wortstamm analog) und Südtirol (dort auch Reifeprüfung, staatliche Abschlussprüfung). Entsprechungen in anderen Sprachen gibt es in Italien (maturità), Bulgarien, Ungarn, Tschechien (maturita), Slowakei (maturita), Slowenien, Kroatien, Serbien, Montenegro, Nordmazedonien, Bosnien und Herzegowina, Albanien, Kosovo und Polen. In Deutschland spricht man vom Abitur (im Sinne von: die Schule mit dem Reifezeugnis verlassen).
Mit dem Maturazeugnis (oder Maturitätszeugnis resp. -ausweis) besitzt der Maturant (in Österreich) bzw. Maturand (so die in der Deutschschweiz übliche Bezeichnung) die Hochschulreife und damit die Berechtigung für ein Studium an einer Universität oder sonstigen Hochschule.
Mit der Berufsmaturität in der Schweiz und Liechtenstein (auch: Berufsmatura, Berufsreifeprüfung) ist die Zugangsberechtigung eingeschränkt auf ein facheinschlägiges Studium an einer Fachhochschule. In Österreich ermöglicht die Berufsreifeprüfung den vollwertigen Universitätszugang innerhalb von Österreich sowie die entsprechende Gehaltsstufe im öffentlichen Dienst.
Reife- und Diplomprüfung ist der österreichische Ausdruck der kombinierten Hochschulreife mit Berufsabschluss (Diplomprüfung, BHS), Zentralmatura für die Matura insgesamt, da die Abschlüsse aller Schulsparten vereinheitlicht werden.

## Reifeprüfung (Matura) in Österreich
Die Matura wird in Österreich in den Allgemeinbildenden höheren Schulen (AHS) im 12. Schuljahr und in den Berufsbildenden höheren Schulen (BHS) im 13. Schuljahr abgelegt.
Die Matura wird im Allgemeinen an der Schule abgenommen, die eine Maturantin bzw. ein Maturant zuletzt besucht hat.
Für Personen, die keine AHS oder BHS besucht haben, gibt es die Möglichkeit einer Externistenmatura oder Berufsreifeprüfung.
„Matura“ ist die umgangssprachliche Bezeichnung und „Reifeprüfung“ der offizielle Terminus.
Die mündliche Prüfung findet vor einer Kommission statt, in welcher auch Lehrer aus anderen Schulen beteiligt sind.

### AHS-Matura
Seit Einführung der Standardisierten kompetenzorientierten Reifeprüfung („Zentralmatura“) besteht die Reifeprüfung in Allgemeinbildenden Höheren Schulen (AHS) aus drei Teilen („Säulen“), die voneinander unabhängig sind. Außerdem soll nicht mehr nur das Wissen abgefragt werden. Es müssen auch das Verständnis und die Fähigkeit der Anwendung erkennbar werden. Daher bestehen die Aufgabenstellungen in der Regel aus einem Reproduktions-, einem Transfer- und einem Reflexionsteil. Diese Aufgbenteile werden durch sogenannte Operatoren gekennzeichnet.

#### Erste Säule: Abschließende Arbeit
Die erste Säule – die „Abschließende Arbeit“ (ABA), ehemalig "vorwissenschaftliche Arbeit" (VWA), zu einem Thema, das von den Schülerinnen und Schülern frei gewählt werden kann und keinem Unterrichtsfach zugeordnet werden muss – war bis zu dem Haupttermin 2023/2024 verpflichtend für alle AHS-Maturanten. Die ABA kann seit 2024/2025 absolviert werden und, als Neuerung zur VWA, durch eine zusätzliche mündliche oder schriftliche Prüfung ersetzt werden. Außerdem darf die ABA mehr eine praktische Arbeit sein als eine klassische VWA. Dieser Änderung zu Grunde liegt unter anderem der einfache Einsatz KI beim selbständigen Schreiben.
Die Einreichung und Genehmigung des Themas (durch den Betreuer bzw. die Schulleitung) erfolgt Anfang des zweiten Semesters des vorletzten Schuljahres; Ende dieses Semesters und im ersten Semester des letzten Schuljahres wird die Arbeit außerhalb der Schulzeit verfasst. Dabei wird die Schülerin bzw. der Schüler von einer Lehrkraft der Schule betreut. Schon vor Beginn der anderen Teile der Matura wird diese Arbeit vor der Maturakommission (bestehend aus Direktor, Klassenvorstand, Betreuer und einem außerschulischen Kommissionsleiter) kurz präsentiert und in einem Prüfungsgespräch (auch „Diskussion“ genannt) verteidigt. Die Dauer der gesamten Präsentation beträgt höchstens 25 Minuten pro Kandidaten.

#### Zweite Säule: schriftliche Prüfungen
Die zweite Säule der Matura besteht aus den großteils zentralen schriftlichen Prüfungen. Dabei müssen die Fächer Deutsch, Mathematik und eine lebende Fremdsprache von allen Prüflingen gewählt werden. Ein weiteres Fach kann dazu gewählt werden. Hierbei kommen jene Fächer in Frage, in denen die Schülerinnen und Schüler im Laufe der Oberstufe Schularbeiten verfasst haben. Die Fächer Latein, Italienisch, Spanisch, Kroatisch und Französisch werden bei der schriftlichen Prüfung (so wie die Fächer Deutsch, Mathematik und Englisch) in Form einer zentral erstellten schriftlichen Prüfung geprüft. Die Fächer Biologie und Umweltkunde, Physik, Darstellende Geometrie, Informatik, Russisch, Sportkunde und Musikkunde werden in Form einer vom Lehrer oder der Lehrerin erstellten schriftlichen Prüfung geprüft. Die schriftlichen Prüfungen in Deutsch und den lebenden Fremdsprachen dauern 5 volle Stunden; die Mathematik-Klausur dauert 4,5 Stunden; Klausuren in allen anderen Fächern dauern 4 volle Stunden. Negative Noten in der schriftlichen Prüfung können im Rahmen einer mündlichen (im Falle einer zentralen schriftlichen Prüfung auch zentral erstellten) Kompensationsprüfung, welche zwischen schriftlicher und mündlicher Matura stattfindet, ausgebessert werden, ohne dass dies später im Reifeprüfungszeugnis ersichtlich wäre. Zusätzlich kann man in bestimmten AHS mit künstlerischem Schwerpunkt auch in den Fächern 'Darstellendes Spiel', 'Tanz' und 'Bildnerische Erziehung' schriftlich maturieren. Diese Klausuren dauern 7 Stunden und bestehen aus einem praktischen sowie einem theoretischen Teil.

#### Dritte Säule: mündliche Prüfungen
Die dritte Säule der Matura besteht aus den mündlichen Prüfungen. Dabei wählen die Prüflinge 2 mündliche (bei 4 Klausuren) oder 3 mündliche (bei 3 Klausuren) Fächer, aus allen in der Oberstufe besuchten Fächern, die auch in der 7. (11. Schulstufe) oder 8. (12. Schulstufe) Klasse stattgefunden haben und im Laufe der Oberstufe mindestens 4 Jahreswochenstunden umfasst haben. Das gesamte Stundenausmaß aller gewählter Fächer muss bei zwei mündlichen Prüfungen 10, bei drei mündlichen Prüfungen 15 Jahreswochenstunden betragen.
Bei der mündlichen Prüfung ziehen die Schüler aus einem „Pool“ zwei Themenbereiche des jeweiligen Faches und wählen einen davon aus. Der Lehrer wählt dann eine der vom Fachkollegium im Vorhinein ausgearbeiteten Fragen aus. Die Beantwortung dieser Frage bereiten die Schüler anschließend etwa 30 Minuten lang vor. Die eigentliche Prüfung dauert 10 bis 15 Minuten. Die Anzahl der Themen, die sich in einem Fach im „Pool“ befinden, richtet sich nach der Anzahl der Gesamtwochenstunden des Faches in der Oberstufe: Zur Berechnung wird die Anzahl der Wochenstunden mit drei multipliziert; die maximale Anzahl an Themen ist auf 24 begrenzt und es gibt Ausnahmen z. B. für Fächer mit hohem Praxisanteil.

#### Maturakommission
Die Maturakommission bei der schriftlichen Matura besteht aus dem Maturavorsitzenden, dem Direktor, dem Klassenvorstand und dem Fachlehrer, wobei der Maturavorsitzende kein Stimmrecht hat. Die Maturakommission bei den mündlichen Prüfungen umfasst den Vorsitzenden, den Direktor, den Klassenvorstand, den Prüfer und einen fachkundigen Beisitz. Der Vorsitzende hat auch hier kein Stimmrecht. Der Prüfer und der Beisitzer haben gemeinsam eine Stimme. Bei der mündlichen Prüfung muss jede Position der Kommission besetzt sein. Das bedeutet: wenn der Klassenvorstand eine Prüfung abnimmt (also zum Prüfer wird), muss er von einem anderen Lehrer in seiner Rolle als Klassenvorstand ersetzt werden.

### BHS-Matura
Über 60 % der österreichischen Maturanten legen ihre Abschlussprüfung (Reife- und Diplomprüfung) an einer der zahlreichen Berufsbildenden Höheren Schulen (BHS) ab, die in 5 Schuljahren nach der Pflichtschule neben der Matura auch noch eine Berufsausbildung mit staatlichem Abschluss vermitteln. Je nach Schultyp (Fachrichtung) gelten dafür unterschiedliche Richtlinien. Nach einigen Jahren praktischer Berufsarbeit dürfen die Absolventen der technischen und landwirtschaftlichen BHS – auf Antrag beim zuständigen Ministerium – die Standesbezeichnung Ingenieur führen. Die BHS ist eine Sekundarschule und keine Hochschule. Ihr Abschlusszeugnis beziehungsweise das Diplom der BHS (vergleichbar „staatlich geprüfter Techniker“ in anderen Ländern) wird europaweit im Sinne der EU-Richtlinie 92/51 EWG, Anhang D, als Berufsausbildungsnachweis anerkannt. Absolventen können an einer Hochschule ein Studium aufnehmen; sie erhalten damit die allgemeine Hochschulreife.
Im Schuljahr 2015/16 wurde die standardisierte Reife- und Diplomprüfung auch an den BHS eingeführt.

### Berufsreifeprüfung in Österreich
Die 1997 eingeführte Berufsreifeprüfung (BRP) ist ein berufsbegleitender Bildungsweg zu einer vollwertigen Studienberechtigung. Sie soll den Absolventen einer berufsbildenden mittleren Schule, einer Lehre oder des Polytechnikums, die schon im Berufsleben stehen, den Zugang zu höheren Bildungsabschlüssen gewähren.
Ab 2016 wird auch bei der BRP die Zentralmatura in den Fächern Deutsch, Englisch und Mathematik in den schriftlichen Prüfungsteilen und bei der mündlichen Kompensationsprüfung in Mathematik verwendet.

### B-Matura
Keine Reifeprüfung im eigentlichen Sinne ist die sogenannte B-Matura oder Beamtenmatura. Als solche wird die bestandene Beamtenaufstiegsprüfung im Öffentlichen Dienst bezeichnet. Sie erlaubt öffentlich Bediensteten Positionen im gehobenen Dienst, mit höherem Gehalts- und Hierarchieniveau, auch ohne die sonst übliche Matura zu erreichen. Sie entspricht etwa einer fachgebundenen Fachhochschulreife und berechtigt zum facheinschlägigen Fachhochschulstudium, wie z. B. die Bachelor-Studien „Public Management“ an der Fachhochschule FH Campus Wien, „Militärische Führung“ an der Theresianischen Militärakademie (TherMilAk) und „Polizeiliche Führung“ an der Fachhochschule in Wiener Neustadt. Pflichtfächer sind (im vollen Umfang des Lehrplanes eines Realgymnasiums) Deutsch, Geschichte und Sozialkunde, Geographie und Wirtschaftskunde, Wahlfächer zwei der folgenden Fächer im Umfang des Lehrplanes eines Realgymnasiums bis einschließlich zur 6. Klasse (10. Schulstufe): Fremdsprache, eine weitere Fremdsprache, Mathematik, Physik, Chemie, Biologie und Umweltkunde; eine Fremdsprache oder Mathematik muss jedenfalls gewählt werden.
Aufgrund der mittlerweile eingeführten Berufsreifeprüfung kann die B-Matura seit 2009 nicht mehr abgelegt werden, ausgenommen bis 2013 für Personen, die bis 2008 zumindest ein Pflichtfach der B-Matura abgeschlossen haben, B-Maturanten können als Aufstiegsbedienstete im öffentlichen Dienst aber weiterhin Maturantenposten erreichen.

### Maturazeugnis

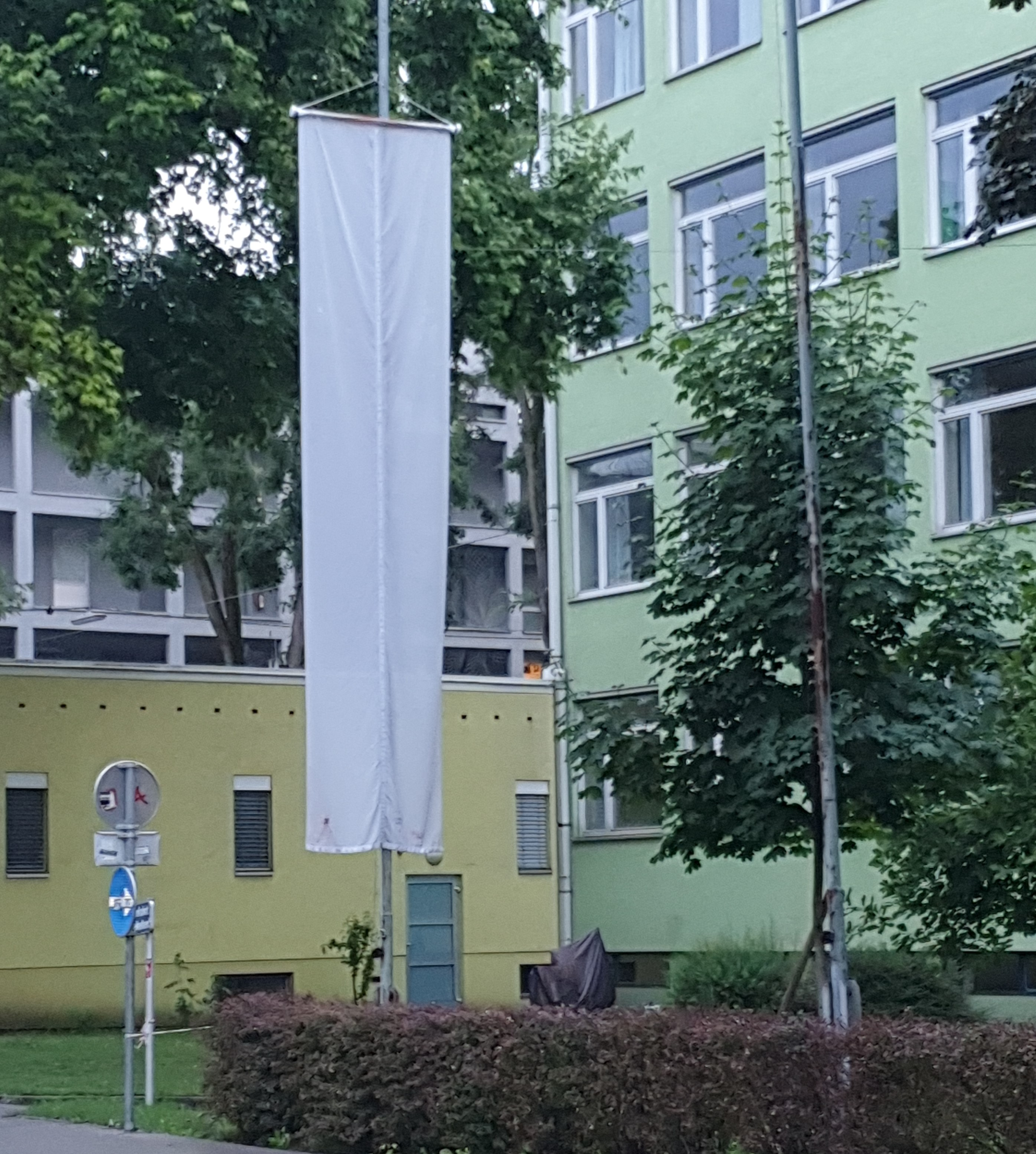
Weiße Fahne 2020 am BG/BRG Carneri in Graz

Das Maturazeugnis enthält die Noten der Klausurarbeiten, der mündlichen Prüfungen sowie der Diplomarbeit (BHS) bzw. der Abschließenden Arbeit (AHS). Die Benotung erfolgt durch Noten von 1 (Sehr gut) bis 5 (Nicht genügend). Zusätzlich enthält es eine Zusammenfassung der Leistungen:
- Mit ausgezeichnetem Erfolg bestanden: Bei einem Notenschnitt von maximal 1,5 und nur „Sehr gut“ bis „Befriedigend“ (3) als Teilnoten.
- Mit gutem Erfolg bestanden: Bei einem Notenschnitt von maximal 2,0 und nur „Sehr gut“ bis „Befriedigend“ (3) als Teilnoten
- Bestanden
- Nicht bestanden: Bei einer oder mehreren mit „Nicht genügend“ beurteilten Teilprüfungen.

Schüler, die die Matura beim ersten Mal nicht bestanden haben, haben die Möglichkeit, zu den Nebenterminen im September / Oktober und Jänner / Februar beziehungsweise im kommenden Schuljahr die Reifeprüfung zu wiederholen.
Es hat sich eingebürgert, dass bei erfolgreicher Ablegung der Reifeprüfung aller Kandidaten einer Schule vor oder am Gebäude die weiße Fahne gehisst wird, manchmal auch symbolisch von den Maturanten, wenn es nur eine Klasse betrifft.

### Geschichte
Als Matura (Reifeprüfung) wurde im ehemaligen Habsburger Vielvölkerstaat Österreich-Ungarn und in einigen deutschen Staaten der Schulabschluss an allen höheren Schulen (Gymnasien) bezeichnet. Den Ruf, die schwierigsten Gymnasien in der gesamten Donaumonarchie zu sein, hatten um 1900 jene in Bosnien und Herzegowina. Bereits 1866 verlangte das k. k. Polytechnikum, die heutige TU Wien, die Matura als Zugangsvoraussetzung für ein Studium.
Vorerst war die Matura allein Sache der männlichen Schulbesuchenden. Mädchen durften die Matura erst ab 1872 als Externisten an einem Knabengymnasium ablegen. Studieren durften die jungen Frauen allerdings erst ab 1897 an der Philosophischen und ab 1901 auch an der Medizinischen Fakultät der Universität Wien. Das erste Lyzeum (Mädchengymnasium) wurde in Wien 1892 gegründet. Die Reifeprüfungen (Matura) durften aber noch lange nicht von den Mädchenschulen selbst durchgeführt werden.
1908 erschien in Österreich eine neue Verordnungen über das Prüfen und Klassifizieren sowie die Neuordnung der Reifeprüfung. Bis dahin waren die Maturanten gezwungen, vorformulierte Fragen selbständig, ohne Hilfestellung und Zwischenfragen des Prüfenden zu beantworten, wobei Wert daraufgelegt wurde, dass der Kandidat einen längeren Gedankengang in logischem Zusammenhang entwickelte. Dies fiel den meisten Prüflingen schwer und erweckte selbst bei gut vorbereiteten Schülern oft den Eindruck der Unsicherheit und des Nichtkönnens. Die Neueinführung erlaubte es den Mitgliedern der Prüfungskommission nun, den Prüfling zu ermuntern und ihn mit Zwischenfragen auf den richtigen Weg zu bringen. Die angehenden Studenten gewannen dadurch Selbstvertrauen und konnten sich ungezwungener äußern, was viel zum guten Abschneiden des Maturajahrganges beitrug. Was von den Maturanten mit großem Beifall aufgenommen wurde, löste in Lehrer- und Professorenkreisen Diskussionen aus. Der Diskurs entzündete sich aber weniger an der Prüfungsmethode des freien Gesprächs, als an der neuen Vorschrift, dass ab sofort eine Majorität von sieben Prüfern darüber zu entscheiden hatte, ob die Matura bestanden wurde oder nicht. Da selbst die völlige Unkenntnis in bis zu drei Gegenständen zu einem positiven Erfolg führen konnte, sank die Reifeprüfung für viele Pädagogen zu einer reinen Formalität herab. Die liberaleren Lehrkräfte konnten diesen Einwänden hingegen wenig abgewinnen, manche meinten gar, dass  die Matura überhaupt überflüssig sei.
Seit dem Schuljahr 2014/15 wird die AHS-Matura als Zentralmatura abgelegt. Seit 2015/16 sind auch die Maturaprüfungen der BHS standardisiert.
Die Aufgaben für die Klausuren waren bis zur Einführung der Zentralmatura lediglich für eine Schulklasse einheitlich, diejenigen für die mündlichen Prüfungen unterschieden sich von Prüfling zu Prüfling. Jeder Lehrer konnte die Fragen nach den Schwerpunkten seines Unterrichts stellen. Die Matura stand somit im Gegensatz zu einem Zentralabitur in manchen deutschen Ländern oder dem französischen Baccalauréat.
Zwar mussten die Prüfungsfragen beim damals zuständigen Landesschulrat (heute Bildungsdirektion), in Wien beim vormals zuständigen Stadtschulrat (heute Bildungsdirektion für Wien), oder beim Fachinspektor eingereicht werden, trotzdem konnte die Matura von Schule zu Schule und innerhalb einer Schule von Klasse zu Klasse ein anderes Niveau haben. Allerdings musste die Benotung der schriftlichen Prüfung vom Landesschulrat bestätigt werden.
Im Jahr 2020 musste die Reifeprüfung aufgrund der Covid-19-Pandemie in verkürzter Form – als „Corona-Matura“ – durchgeführt werden, ähnlich der Not- oder Kriegsmatura während der beiden Weltkriege.

### Maturaball
Im Zusammenhang mit, aber bereits Monate vor der Prüfung in der traditionellen Ballsaison von November bis Faschingsdienstag veranstaltet fast jeder Maturajahrgang einen Maturaball. Diese außerschulische Ballveranstaltung, die oft außerhalb in gemieteten Sälen stattfindet, dient vor allem der Finanzierung der Maturareise im Sommer nach der Matura. Die jeweilige Schule unterstützt den Ball logistisch und organisatorisch, aber in der Regel nicht finanziell. Die Direktion und die Lehrerschaft werden als Ehrengäste geladen. Im Laufe der Jahre entwickelten sich diese Veranstaltungen von durch Spenden finanzierten Maturakränzchen je Maturaklasse zu aufwendigen Ballveranstaltungen, für die Eintrittskarten verkauft werden. Statt der früher üblichen „Bettelbriefe“ an Verwandte und Politiker arbeitet man heute mit Sponsoring und Werbung am Ball und in Maturazeitungen. Weitere Einnahmen werden durch Kuchenverkauf, Losverkauf oder Gewinnspiele erzielt. Dieser Aufwand ist nur zu bewältigen, wenn sich alle Maturaklassen einer Schule, manchmal auch mehrerer Schulen, zusammenschließen. Dafür wird ein Ballkomitee zur Planung und Vorbereitung gebildet. Saalmiete, Musik, AKM-Abgaben, Tanzschulhonorar für die Polonaise und Sicherheitsdienst kosten inzwischen so viel, dass kaum mehr Gewinn erzielt werden kann und die Eltern der Maturanten sogar einen Zuschuss leisten müssen. Gefragte Säle müssen bereits Jahre davor reserviert werden, und Eltern müssen während der Oberstufe oft mehrere Jahre lang Geld auf ein Ballkonto einzahlen. Bei einem Erfolg wird die Einzahlung zurückbezahlt und der Gewinn auf die Schüler aufgeteilt. Oft erfolgt diese Aufteilung nach einem Schlüssel, der von der individuell geleisteten Vorbereitungsarbeit abhängt. Aufgrund der immer schwierigeren Situation gibt es nun Anlaufstellen für die Maturanten wie z. B. den Verein zur Unterstützung österreichischer Maturanten & Maturantinnen. Die Maturanten werden von dem Verein bei der kompletten Organisation des Maturaballs unterstützt. Aufgrund der Corona-Pandemie mussten einige Abschlussbälle in den Jahren 2020 und 2021 abgesagt werden.

### Maturareise
Viele Maturaklassen unternehmen nach der Matura noch eine gemeinsame Abschlussreise. Da die Matura normalerweise Anfang Juni stattfindet, werden diese Reisen oft schon vor dem allgemeinen Ferienbeginn unternommen. Je nach Interesse und Möglichkeiten werden die unterschiedlichsten Ziele besucht. In den letzten Jahren gab es immer mehr Klassen, die an Reisen von speziellen Veranstaltern teilnahmen, die Urlaub in Strandhotels am Mittelmeer oder in der Türkei anbieten, wo Strand, tägliche Partys und viel Essen und Trinken geboten wird. 2020 mussten sämtliche Maturareisen dieser Art abgesagt werden, einige Veranstalter gingen in Konkurs, darunter der größte Anbieter Summer-Splash.

### Maturastreich
Nach dem Ende der Reifeprüfungen veranstalten Maturanten oft einen Maturastreich, bei dem sie die Schule für einen Schultag „übernehmen“ dürfen und meist in Absprache mit dem Lehrerkollegium Lehrer-Schüler-Spiele oder sonstige Unterhaltung für die anderen Schüler durchführen. An einigen Schulen „verewigen“ sich die Schüler mit der Gestaltung einer Wand und es wird die Grenze zur Sachbeschädigung überschritten.

## Maturität in der Schweiz
Auch beim Schweizer Bildungssystem wird die Reifeprüfung als Matura beziehungsweise Matur/Maturité/Maturità bezeichnet und bildet den Abschluss des Gymnasiums bzw. der Kantonsschule. Die gegenwärtige Struktur dieser Prüfung in der Schweiz wurde 1995 eingeführt. Die Matura zählt in der Schweiz nur als Berechtigung zum prüfungsfreien Übertritt – Studienfächer wie Medizin mit Numerus clausus ausgenommen – an eine kantonale oder eidgenössische Universität; sie berechtigt in der Regel nicht zu einem Fachhochschulstudium, zu letzterem muss oft ein zusätzliches Berufspraktikum absolviert werden. Der übliche Weg an die Fachhochschule führt über eine Berufslehre und die Berufsmaturität.
Jede Matura einer schweizerischen Mittelschule erlaubt grundsätzlich den Übertritt in jedes Hochschulfach. Die Wahl des Maturatyps stellt also keine prinzipielle Einschränkung in Bezug auf die später möglichen Studiengänge dar. Je nach absolviertem Maturatyp und gewähltem Studiengang wird allerdings der Studieneinstieg erschwert oder es sind Zusatzlektionen an der Hochschule zu belegen, um den Vorlesungen folgen zu können.
Die öffentlich-rechtlichen Schulen in der Schweiz, die einen Maturalehrgang anbieten, werden von den Kantonen geführt und heißen daher in den meisten Kantonen Kantonsschulen. Der Ausdruck Gymnasium wird oft synonym verwendet, allerdings vorwiegend für Schulen, die Lehrgänge mit Lateinunterricht anbieten. Es gibt in den meisten Kantonen auch private Gymnasien, bei denen allerdings nicht alle die Berechtigung haben, die Maturaprüfung abzunehmen.

### Matura vor 1995
Die alte Maturitätsanerkennungsverordnung (MAV) aus den 1960er Jahren erteilte je nach Profil folgende sechs Typen von Maturitätszeugnissen:
- Typus A: altsprachliches Gymnasium mit Griechisch und Latein
- Typus B: Gymnasium mit Latein und Englisch beziehungsweise der dritten Schweizer Landessprache
- Typus C: mathematisch-naturwissenschaftliches Gymnasium
- Typus D: neusprachliches Gymnasium
- Typus E: Wirtschaftsgymnasium
- Typus M: musisches Gymnasium

Neben diesem typenspezifischen Fächerkanon galten folgende Fächer für alle Maturitätszeugnisse als Grundlage: Deutsch, zweite Landessprache (in der Deutschschweiz: Französisch), Geschichte, Geografie, Mathematik, Biologie, Physik, Chemie, Musik oder Kunst. Zudem wurde Sport als nicht zählendes Fach in das Maturitätszeugnis eingetragen. Einige Kantone hatten zusätzlich spezielle weitere Fächer, wie etwa Philosophie. Je nach Typus wurden verschiedene Fächer (sog. „Kernfächer“) im Maturitätszeugnis doppelt gezählt.
Weiter vergaben Seminarien Lehramtszeugnisse, die ebenso zum prüfungsfreien Eintritt in die Universitätsstufe berechtigten. Die Lehrerseminarien wurden durch die pädagogischen Hochschulen abgelöst.

### Matura ab 1995
Wurde bis 1995 zwischen verschiedenen Maturitätsprofilen unterschieden, stellt sich der Schüler nun nach bestimmten Regeln durch die Wahl von Maturitätsfächern selbst ein Unterrichtsprogramm zusammen (neues Maturitätsanerkennungsreglement MAR vom 15. Februar 1995, Revision am 27. Juni 2007).
Die Prüfung findet in mindestens fünf Fächern statt, die schriftlich und mündlich geprüft werden (in einigen Kantonen entfällt bei nichtsprachlichen Fächern die mündliche Prüfung, in anderen Kantonen gilt das nur für Mathematik):
- Erstsprache
- zweite Landessprache
- Mathematik
- Schwerpunktfach
- ein weiteres Fach; die Bedingungen für die Wahl dieses Faches legen die Kantone, teilweise sogar die einzelnen Schulen, fest.

Die Ergebnisse dieser Prüfungen fließen zu 50 % in die Endnote des Faches ein, die Note des letzten Jahres zählt ebenfalls 50 % (so genannte Erfahrungsnote). In den Fächern ohne Maturitätsprüfung zählt nur die Note des letzten Jahres. Gerundet wird grundsätzlich in Richtung der Prüfungsnote oder auch mathematisch. Es werden in manchen Kantonen nur halbe Noten erteilt (6, 5.5, 5, 4.5 etc.).
Die Maturitätsprüfung gilt als bestanden, wenn die doppelte Summe aller Notenabweichungen von 4 nach unten nicht größer ist als die einfache Summe aller Notenabweichungen von 4 nach oben und nicht mehr als vier Noten unter 4 erteilt wurden.
Das Ergebnis der eidgenössischen Matura setzt sich aus den Prüfungsleistungen in den neun Maturitätsfächern zusammen. An kantonalen Gymnasien wird jeweils eine kantonale Matura verliehen, die eidgenössisch anerkannt ist; in dieser sind zusätzlich je nach Kanton unterschiedliche weitere Noten (Maturaarbeit, Philosophie etc.) enthalten.
Die Maturitätsprüfung kann zweimal versucht, also einmal wiederholt werden.

### Schweizerische Maturitätsprüfung
Während die herkömmlichen Prüfungen sich von Kanton zu Kanton und meist auch von Schule zu Schule unterscheiden, bietet sich die Möglichkeit, die Maturaprüfung standardisiert auf nationaler Ebene abzulegen (Schweizerische Maturitätsprüfung).
Dies ist sinnvoll z. B. für Erwachsene, die keinen gymnasialen Lehrgang besucht haben. Sie können die Prüfung außerhalb einer Maturitätsschule bei der Schweizerischen Maturitätskommission ablegen. Die Vorbereitung auf diese Prüfungen erfolgt im Selbststudium oder in einem einjährigen Kurs an staatlichen oder privaten Schulen. Die Prüfung wird dann extern vor schulunabhängigen Experten abgelegt. Für das Endergebnis werden naturgemäß keine Erfahrungsnoten berücksichtigt. In der Schweiz absolvieren pro Jahr ungefähr 400 Personen die Schweizerische Maturitätsprüfung mit Erfolg.

### Benotung
In der Schweiz ist Note 6 die beste, 1 die schlechteste Note, genügend sind alle Noten von 4 an aufwärts. Zur Ermittlung der Noten gilt häufig die Formel (lineare Funktion):
{\displaystyle {\frac {\text{Erreicht}}{\text{Maximal}}}\cdot 5+1={\text{Note}}}
Von Kanton zu Kanton sind die Verordnungen über die Benotung leicht anders.
Jedoch zählt in jedem Fach, in dem Maturitätsprüfungen durchgeführt werden, jeweils der Schnitt von Vorschlagsnote/Erfahrungsnote und Prüfungsnote, auf die nächste halbe Note gerundet. Wie in jedem einzelnen Fach geprüft wird, sieht man auf der folgenden Tabelle (in anderssprachigen Teilen der Schweiz ist die erste/zweite Landessprache logischerweise anders):
| Fach                                  | Mündlich | Schriftlich |
| ------------------------------------- | -------- | ----------- |
| Erste Landessprache                   | Ja       | Ja          |
| Zweite Landessprache (de/fra/ita)     | Ja       | Ja          |
| Zweite Fremdsprache (eng/gri/lat/esp) | Ja/Nein  | Ja/Nein     |
| Mathematik                            | Ja       | Ja          |
| Schwerpunktfach                       | Ja       | Ja          |
| Ergänzungsfach                        | Ja/Nein  | Ja/Nein     |

Neben diesen Prüfungsfächern zählen auch bereits in der 1., 2. oder 3. Klasse abgeschlossene Fächer wie Bildnerisches Gestalten oder Musik mit Instrument.

## Maturität in Deutschland
In Deutschland hat die Matura lediglich historische Bedeutung. Von ca. 1820 bis ca. 1900 war die Maturitätsprüfung für Schulabgänger von Gymnasien unter bestimmten Bedingungen notwendig. Ende des 19. Jahrhunderts wurde die Bezeichnung dieser Prüfung zu Reifeprüfung eingedeutscht. Seit dem Ende des 20. Jahrhunderts ist Abiturprüfung gebräuchlich.

## Italien
In Italien wird umgangssprachlich und historisch von „esame di maturità“ (wörtlich: Reifeprüfung) gesprochen. Amtlich heißt die Matura heute esame di stato (staatliche Abschlussprüfung).

## Nordmazedonien
Nordmazedonische Schüler, die nach der Oberschule studieren wollen, müssen die Matura ablegen.
Der Abschluss heißt државна матура („staatliche Matura“) oder einfach матура („Matura“).
Die Schüler müssen bei der Matura vier Prüfungen ablegen:
- Muttersprache (Mazedonisch, Albanisch oder Türkisch):
Kenntnis der Literatur und Grammatik über alle 4 Jahre Gymnasium sowie Essayistik.
- Mathematik/Fremdsprache:
Die Schüler wählen, ob sie die Prüfung in Mathematik (Basic oder Advanced Level) oder einer Fremdsprache (in der Regel Englisch, Deutsch, Französisch oder Russisch) ablegen werden.
- zwei Themen nach Wahl des Schülers
- eine Projektaufgabe[23][24]